# جويس ألان
جويس ألان (بالإنجليزية: Joyce Allan)‏ هي موضحة علمية ‏ أسترالية، ولدت في 8 أبريل 1896، وتوفيت في 31 أغسطس 1966.